# 후쿠시마 시호미
후쿠시마 시호미(일본어: 福島 史帆実, 1995년 6월 19일~)는 일본의 전직 펜싱 선수로 주 종목은 사브르이다. 2024년 하계 올림픽에서 여자 단체전 동메달을 획득했으며 세계 선수권 대회에서 동메달 1개를 획득했다.